# Passer montanus

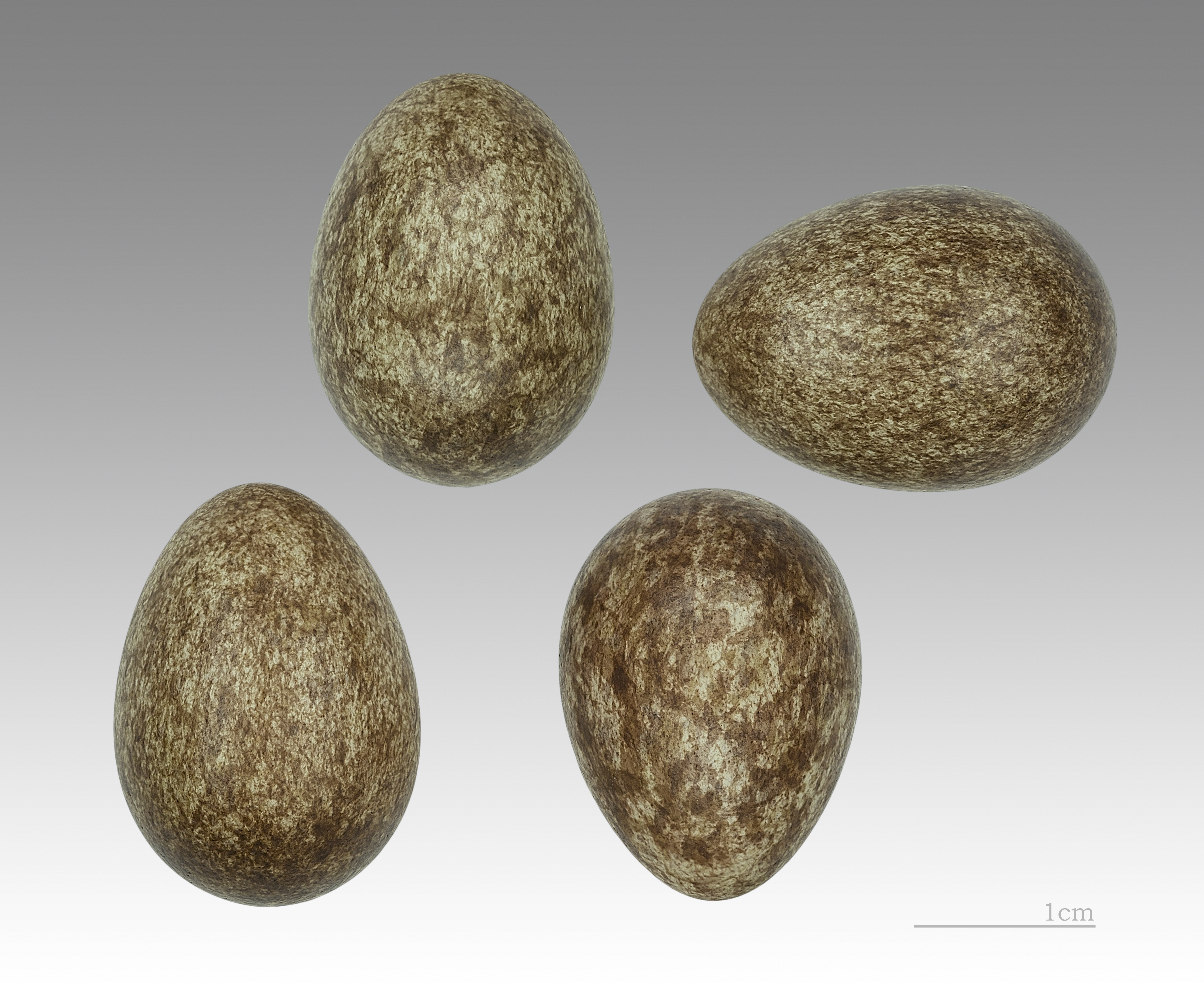
Trứng của Passer montanus

Sẻ là một loài chim trong họ Passeridae.
Loài chim này sinh sản trên hầu hết châu Âu ôn đới và Đông Nam Á, nơi nó được gọi là chim sẻ cây và nó đã được du nhập ở những nơi khác bao gồm Hoa Kỳ, nơi nó được gọi là chim sẻ Á-Âu hoặc chim sẻ Đức để phân biệt nó với loài sẻ không liên quan ở Mỹ. Mặc dù một số phân loài được công nhận, bề ngoài loài chim này thay đổi rất ít trên phạm vi rộng lớn của chúng. Chim sẻ Á-Âu dài 12,5–14 cm (5–5 1⁄2 in), với sải cánh dài khoảng 21 cm (8,3 in) và trọng lượng 24 g (0,85 oz), làm cho loài sẻ này hơn khoảng 10% so với loài sẻ nhà.